# Белка (Нижегородская область)
Белка — село в Княгининском районе Нижегородской области России. Административный центр Белкинского сельсовета.

## География
Расположено на реке Юлыновка в 11 км к юго-востоку от города Княгинино.

## История
Согласно Закону Нижегородской области от 15 июня 2004 года № 60-З «О наделении муниципальных образований — городов, рабочих посёлков и сельсоветов Нижегородской области статусом городского, сельского поселения» возглавило образованное муниципальное образование Белкинский сельсовет.

## Население
| 2002 | 2010 |
| ---- | ---- |
| 549  | ↘466 |

## Инфраструктура
Администрация сельского поселения, церковь Святого Николая (1882).

## Транспорт
Через село проходит автодорога Нижний Новгород — Сергач — Ульяновск.